# Лесин, Авром
Авром Лесин (Аврахам, урождёный Авром Вальт; 19 мая 1872, Минск — 5 ноября 1938, Нью-Йорк) — американский поэт, публицист и переводчик, редактор, журналист. Писал на идише.

## Биография
Родился в семье раввина Иехуды-Лейба Вальта и Рели Гамбург. Получил традиционное еврейское религиозное образование. Учился в Воложинской иешиве. В 1897 участвовал в создании Бунда. В том же году эмигрировал из России в США, где поселился в Нью-Йорке и 17 лет печатал в газете американской социалистической партии «Форвертс» на идише стихи и статьи. 
С 1913 до и конца жизни редактировал ежемесячник «Цукунфт», ставший ведущим литературно-общественным журналом на идише в США. Посмертно изданы мемуары Лесина «Воспоминания и картины пережитого» (1954).
В 1949 в Тель-Авиве был открыт театр Бейт-Лесин. Его именем названы улицы в Тель-Авиве и Хайфе.